# آلیزا اولمرت
آلیزا اولمرت (به عبری: עליזה אולמרט؛ زادهٔ ۱۹۴۶) هنرمند، عکاس، پدیدآور و مددکاری اجتماعی اهل اسرائیل است. وی با ایهود اولمرت نخست وزیر پیشین اسرائیل ازدواج کرده‌است.

## زندگی‌نامه
آلیزا اولمرت در اشوگه، آلمان زاده شد. والدین وی بازماندگان هولوکاست از ووچ، لهستان بودند. در سال ۱۹۴۹ وی بهمراه خانواده خود به اسرائیل مهاجرت کرد، وی در رمت گن بزرگ شد، و در ارتش اسرائیل بعنوان آموزگار خدمت کرد. وی در دانشگاه عبری اورشلیم، جایی که وی مشغول به تحصیل مددکاری اجتماعی بود، با همسر خود ایهود اولمرت ملاقات کرد. این دو در محله کاتامون در همسایگی اورشلیم زندگی می‌کنند. این دو صاحب پنج فرزند (ازجمله شال اولمرت) هستند، یکی را به فرزندی پذیرفتند.